# Carbone (scénariste)
Pour les articles homonymes, voir Carbone (homonymie).
Bénédicte Carboneill, dite Carbone (née le 18 juin 1973), est une enseignante, romancière jeunesse et scénariste de bande dessinée française.

## Biographie
Professeure des écoles en maternelle de 1995 à 2018, Bénédicte Carboneill se lance dans l'écriture et l'édition d'albums jeunesse pédagogiques dans les années 2000. 
À partir de 2016, Jungle puis Dupuis publient des bandes dessinées qu'elle écrit sous la pseudonyme Carbone, puis devient autrice à plein temps à partir de 2018.
Elle a reçu deux fois le prix des écoles d'Angoulême lors au Festival international de la bande dessinée : pour le premier tome de sa série fantastique La Boîte à musique, prépubliée dans Spirou, au festival de 2019 et le premier tome de sa série fantastique La Sentinelle du Petit Peuple, co-écrit avec Véronique Barrau et dessinée par Charline Forns, à celui de 2022.

## Publications

### Dans des périodiques
- Dans Le Journal de Spirou[4]

| Année | Série                | Titre                       | Dessinateur   | n° de Spirou   | Commentaire           |
| ----- | -------------------- | --------------------------- | ------------- | -------------- | --------------------- |
| 2017  | La Boîte à musique   | Bienvenue à Pandorient      | Gijé          | n° 4157 à 4163 | Couverture du n° 4158 |
| 2018  | La Boîte à musique   | Le Secret de Cyprien        | Gijé          | n° 4197 à 4205 | Couverture du n° 4199 |
| 2019  | Dans les yeux de Lya | En quête de vérité          | Justine Cunha | n° 4215 à 4223 | Couverture du n° 4215 |
| 2019  | Dans les yeux de Lya | Un week–end à Londres       | Justine Cunha | n° 4221        | récit complet 2 pages |
| 2019  | La Boîte à musique   | À la recherche des origines | Gijé          | n° 4246 à 4252 | Couverture du n° 4246 |
| 2019  | Dans les yeux de Lya | Sur les traces du coupable  | Justine Cunha | n° 4258 à 4267 | Couverture du n° 4258 |
| 2020  | La Boîte à musique   | La Mystérieuse disparition  | Gijé          | n° 4296 à 4303 | Couverture du n° 4296 |

### En albums

#### Le Pass'Temps
avec Ariane Delrieu (dessin et couleurs), Jungle
Chez leur grand-mère, ancienne costumière de théâtre, Marie et son petit frère Léo fouillent une vieille malle trouvée au grenier à la recherche de déguisements pour le carnaval. Alors qu'ils essayent des costumes de la Renaissance, le miroir dans lequel ils s'admirent les propulse au XVIe siècle où ils sont plongés dans l'histoire de Claude de Bretagne et doivent mener une enquête autour de la disparition d'un bijou…
1. Les Joyaux de la couronne, 2016  (ISBN 978-2-8222-1525-1).

#### La Boîte à musique
avec Gijé (dessin et couleurs), Dupuis
La petite Nola vient de perdre sa mère et vit désormais seule avec son père. Pour ses 8 ans, celui-ci lui offre la boîte à musique de sa maman. Surprise : lorsqu'elle est seule et examine la boîte, Nola aperçoit une petite fille à l'intérieur qui appelle au secours. Cette petite fille, Andréa, donne des instructions à Nola qui alors rapetisse et entre dans la boîte. Elle y découvre le monde féerique de Pandorient…
1. Bienvenue à Pandorient, 2018  (ISBN 978-2-8001-7319-1).
2. Le Secret de Cyprien, 2018  (ISBN 979-10-34731-45-9).
3. À la recherche des origines, 2019  (ISBN 979-10-34736-90-4).
4. La mystérieuse disparition, 2020  (ISBN 979-1-0347-4787-0).
5. Les plumes d'aigle douce, 2021  (ISBN 979-1-0347-5303-1).

#### Les Zindics anonymes
avec James Christ (dessin), Dupuis
Quand l'enquête sur laquelle travaille le père du jeune Tom, capitaine de police judiciaire, met en cause Fabian, un ancien surveillant de son lycée, celui-ci décide de mener l'enquête de son côté. Avec Lilia, sa meilleure amie, ils deviennent indicateurs pour la police, anonymement…
1. Mission 1, 2019  (ISBN 979-10-34736-81-2).
2. Mission 2, 2020  (ISBN 979-10-34736-82-9).

#### Dans les yeux de Lya
avec Justine Cunha (dessin et couleurs), Dupuis
À la veille de ses 17 ans, Lya est renversée par un chauffard qui prend la fuite en la laissant pour morte sur le bord de la route. Quatre ans plus tard, ayant perdu l'usage de ses jambes, elle se fait engager par un prestigieux cabinet d'avocats dans les archives duquel elle espère trouver l'identité du chauffard…
1. En quête de vérité, 2019  (ISBN 979-10-34732-63-0).
2. Sur les traces du coupable, 2020  (ISBN 979-10-34736-86-7).
3. Un coupable intouchable, 2021  (ISBN 979-1-0347-3896-0).

#### La Brigade des souvenirs
avec CeeCeeMia au co-scénario, Marko (dessins) et Maëla Cosson (couleurs), Dupuis
Lorsque Tania, Alban et Théo découvrent la lettre de Toinette, cachée dans une vieille école en ruine, ils ne se doutent pas qu'elle les plongera au cœur de la Première Guerre mondiale. Ils font alors des recherches dans diverses archives pour comprendre l'histoire d'amour impossible entre Toinette et Ernest et remontent le temps sur les traces de leurs descendants. Le trio d'adolescents enquête sur la « petite » histoire derrière l'Histoire avec un grand H. 
Le second tome aborde l'affaire des « enfants de la Creuse » quant Tania, Alban et Théo découvrent une pellicule dans un vieil appareil photographique lors d'une brocante. Les clichés représentent un jeune Réunionnais.
Dans le troisième tome, Théo découvre une automobile Mercedes de collection lorsqu'il aide sa mère à vider le garage de son grand-père mécanicien. Avec Tania et Alban, il recherche si Papilou en est bien le propriétaire. Ils découvrent l'histoire d'une féministe dans les années 1970.
Lors du quatrième tome, le trio préparent ce qu'ils vont vendre leur d'un vide-greniers en explorant les affaires du père de Tania et Alban. Ce dernier, Pierre, a eu un correspond allemand, Hans, avec qui il a échangé des cassettes audio autour de la période de la chute du Mur de Berlin. Cette frontière a profondément marqué la famille de Hans.
1. La lettre de Toinette, 2021  (ISBN 979-1-0347-3611-9).
2. Mon île adorée, 2021  (ISBN 978-2-8001-7399-3).
3. La voiture de Bob, 2022  (ISBN 9791034757749).
4. Le mur de Hans, 2023  (ISBN 9791034767229).

#### Complots à Versailles
D'après les romans d'Annie Jay, Jungle, coll. « Miss Jungle ».
Bien qu'elle soit une aristocrate, la jeune Cécile ne cesse de critiquer la noblesse, ce qui agace son amie d'enfance, Pauline. Nommée Demoiselle de la Reine, Pauline entre à la Cour de Louis XIV, au château de Versailles. Avec son amie Pauline, elles découvrent un monde de courtisans prêts à toutes les bassesses pour gagner les faveurs du monarque et vont se trouver prises dans un tourbillon de complots et d'intrigues…
1. À la cour du roi, 2019  (ISBN 978-2-8222-2884-8) ; dessins Giula Adragna, couleurs Francesca Piscitelli.
2. La dame aux élixirs, 2020  (ISBN 978-2-8222-3052-0) ; dessins Giula Adragna, couleurs Francesca Piscitelli.
3. L'aiguille empoisonnée, 2020  (ISBN 978-2-8222-3199-2) ; dessins Giula Adragna, couleurs Francesca Piscitelli.
4. Le trésor des Rovigny, 2021  (ISBN 978-2-8222-3404-7) ; dessins Giula Adragna, couleurs Francesca Piscitelli.
5. Mariages à la cour, 2022 (titre original et inédit, co-écrit avec CeeCeeMia)  (ISBN 978-2-8222-3404-7) ; dessins Giula Adragna, couleurs Francesca Piscitelli.
6. Mme de Maintenon, 2022 (titre original et inédit, co-écrit avec CeeCeeMia)  (ISBN 978-2-8222-3791-8) ; dessins Roberta  Pierpaoli, couleurs Francesca Piscitelli.
7. Madinina, l'île aux fleurs, 2023 (titre original et inédit, co-écrit avec CeeCeeMia)  (ISBN 978-2-8222-4057-4) ; dessins Roberta  Pierpaoli, couleurs Francesca Piscitelli.
8. Le frère caché, 2023 (titre original et inédit, co-écrit avec CeeCeeMia)  (ISBN 978-2-8222-4087-1) ; dessins Roberta  Pierpaoli, couleurs Francesca Piscitelli.
9. La pièce maudite, 2024 (titre original et inédit, co-écrit avec CeeCeeMia)  (ISBN 978-2-8222-4199-1) ; dessins Roberta  Pierpaoli, couleurs Francesca Piscitelli.
10. La demoiselle aux cartes, 2024 (titre original et inédit, co-écrit avec CeeCeeMia)  (ISBN 978-2-8222-4204-2) ; dessins Roberta  Pierpaoli, couleurs Francesca Piscitelli.
11. Femme soldat, 2025 (titre original et inédit, co-écrit avec CeeCeeMia)  (ISBN 978-2-8222-4585-2) ; dessins Roberta  Pierpaoli, couleurs Francesca Piscitelli.

#### Maïana
avec Pauline Berdal (dessin et couleurs), Jungle, coll. « Miss Jungle »
À quelques jours de Noël, la jeune Maïana découvre un cadeau à son nom, un calendrier de l’Avent garni de truffes au chocolat accompagnées chacune d'un court message à l’intérieur. Les messages qu'elle découvre jour après jour prennent une étrange résonance avec sa vie, lui donnant tantôt confiance en elle et l'amenant tantôt à se poser des questions, notamment sur son père qu'elle n'a jamais connu…
1. Le Calendrier de l’Avent, 2019  (ISBN 978-2-8222-2841-1).
2. L'anniversaire de Jules, 2020  (ISBN 978-2-23105-3)

### Littérature jeunesse
- Le Géant aux grandes dents (ill. Sophie Nicaise), Éditions du pas de l'échelle, 2006  (ISBN 2952502927).
- Dans mon jardin (ill. Nicole Noé), Éditions du pas de l'échelle, 2006  (ISBN 2952502919).
- Ça suffit ! (ill. Véronique Hermouet), Éditions du pas de l'échelle, 2009  (ISBN 9782918233008).
- Rien que nous deux (ill. Laire Phélipon), Limonade, 2010  (ISBN 9782940456109).
- Dame Grenouille (ill. Fred Coince), Limonade, 2011  (ISBN 9782940456208).
- Carpillon le Mômillon (ill. Fred Coince), Limonade, 2011  (ISBN 9782940456222).
- Lady Cigale (ill. Fred Coince), Limonade, 2011  (ISBN 9782940456239).
- La lampe des jumeaux (ill. Ariane Delrieu), Limonade, 2011  (ISBN 9782940456703).
- Maître Corbeau (ill. Fred Coince), Limonade, 2012  (ISBN 9782940456253).
- Mystère d'une nuit d'orage (ill. Ariane Delrieu), Limonade, 2012  (ISBN 9782940456710).
- Messire Loup (ill. Fred Coince), Limonade, 2012  (ISBN 9782940456260).
- Rose ou bleu ? (ill. Elen Lescoat), Tournez la page jeunesse, 2012  (ISBN 9782364730175).
- Gente Colombe (ill. Fred Coince), Limonade, 2012  (ISBN 9782940456277).
- Mauvais endroit mauvais moment (avec Régine Joséphine), Oskar Jeunesse, 2015  (ISBN 9791021403079).
- Cache-cache pour la liberté, Oskar jeunesse, 2016  (ISBN 9791021404588).
- Lis-moi une histoire ! (ill. de Michaël Derullieux), Mijade, 2017  (ISBN 9782871429685).
- Les Bonbons d'Abigaïl (ill. de Barbara Brun), Les P'tits Bérets, 2018  (ISBN 9791097284015).

### BD adulte
- Tout le bleu du ciel,  d'après  le roman de Mélissa Da Costa ,illustration de Juliette Bertaudière, Albin Michel, 2024 , 256p,  (ISBN 9782226482709).

## Récompenses
- 2018 : Prix Ligue de l'Enseignement 41 pour le Jeune Public lors du festival bd BOUM pour La Boîte à musique t. 1 (avec Gijé)[5]
- 2019 : Prix des écoles d'Angoulême lors du festival d'Angoulême 2019 pour La Boîte à musique t. 1 (avec Gijé)[6]
- 2022 : Prix des écoles d'Angoulême lors du festival d'Angouleme 2022 pour La Sentinelle du Petit Peuple t. 1
  - Prix de l'Enseignement 41 pour le Jeune Public pour La brigade des souvenirs-La lettre de Toinette (avec Cee Cee Mia et Marko)[7]
- 2022 :  prix Sproing de la meilleure bande dessinée étrangère pour Dans les yeux de Lisa t. 3 (avec Justine Cunha)[8]

#### Internet
- Michel Litout, « BD - Trois nouveautés et un prix pour la scénariste catalane Carbone », sur lindependant, 27 janvier 2019.
- Carbone (int.) et Pierre Burssens, « Entretien avec Carbone », sur auracan, 14 février 2019.
- Lisef, « La belle histoire de Gijé et Carbone, auteurs de La boîte à musique », sur 9emeart, 20 mars 2019.
- Carbone (int.) et Alexis Seny, « Carbone a ouvert la boîte à… images », sur branchesculture, 22 octobre 2019.
- Carbone (int.) et Gabriel, « Les invité·es du mercredi : Carbone (Bénédicte Carboneill) », sur lamareauxmots, 15 avril 2020.